# التسلسل الزمني الفلكي
التسلسل الزمني الفلكي، أو التأريخ الفلكي، هو أسلوب تقني لتأريخ الأحداث أو الأعمال الفنية التي ترتبط مع الظواهر الفلكية. قد فعلت السجلات المكتوبة من الأحداث التاريخية التي تتضمن وصفا للظواهر الفلكية الكثير لتوضيح التسلسل الزمني لمنطقة الشرق الأدنى القديم. كانت جميعها مؤرخة للأعمال الفنية التي تصور تكوين النجوم والكواكب والأجسام الموجهة إلى الارتفاع ومحيط الأجرام السماوية في وقت معين من خلال الحسابات الفلكية.

## تأريخ الأحداث التاريخية
بدأ استخدام أوصاف الظواهر الفلكية لتأريخ الأحداث التاريخية في القرن ال16، وقت لمصلحة إنسانية متجددة في التاريخ والجداول الفلكية المتزايدة الدقيقة. الكسوف على وجه الخصوص حدث نادر نسبيا، ويمكن أن يكون مؤرخا على وجه التحديد. عندما تكون الظروف غير أكيدة وتترك الأوصاف الغموض، غالبا ما يمكن للمرء أن يستخدم تفاصيل أخرى مثل شهر الكسوف أو حالة النجوم والكواكب الأخرى لتحديد الكسوف المحدد.
التأريخ الفلكي، مثل غيره من أشكال التفسير التاريخي، يتطلب الرعاية في تفسير سجلات قيد الحياة المكتوب. واقترح جون ستيل ثلاثة أسئلة يجب طرحها عندما يؤرخ الحدث: هل يشير السجل إلى ظاهرة فلكية فعلية، أم أن هذا مجرد افتراض حديث؟ أم أنها تشير إلى ظاهرة فلكية فعلية، هل هو مصدر موثوق به؟ يمكن للسجل تقدم موعد لا لبس فيه دون وضع افتراضات لا مبرر لها حول أساليب الرصد الفلكية القديمة؟
تتقدم اليوميات الفلكية البابلية لحسابات مفصلة وواضحة لمواقف جميع الكواكب الواضحة، في كثير من الأحيان بالنسبة إلى النجوم المحددة، التي تم استخدامها لتوفير التواريخ الدقيقة للأحداث مثل هزيمة داريوس الثالث من قبل الإسكندر الأكبر في معركة جاوجاميلا في 1 أكتوبر 331 قبل الميلاد وفاة الإسكندر لاحقا في يوم 11 يونيو عام 323.
منذ أن اعتمد نجاح هذه الطريقة على مصادر مكتوبة ودقة حساباتهم من الظواهر الفلكية، ومحاولات حتى الآن النصوص الأدبية التي قد تصف الأحداث الفلكية الفضفاضة أو حتى أدت استعارات الباحثين إلى النتائج التي تظهر دقة، ولكن الاعتماد على الافتراضات الغير صحيحة، وكنتيجة تقبل على نطاق أقل اتساعا. هكذا تمت محاولات تأريخ النصوص الفيدية واصفا الثريا مع ارتفاع «الشرق الواجب» لحوالي 2300 سنة قبل الميلاد، وهو الوقت الذي ارتفع الثريا «بالضبط» في الشرق المناسب، هي مسألة معقدة بسبب حقيقة أن الأوصاف الشعرية ليس من الضروري أن تؤخذ على أنها تعكس دقة الأرصاد الفلكية، بينما السبق هو عملية بطيئة للغاية والذي يجعل التغييرات الطفيفة فقط في السمت لنجم صاعد في الشرق.

## تأريخ الآثار (الأعمال الفنية)

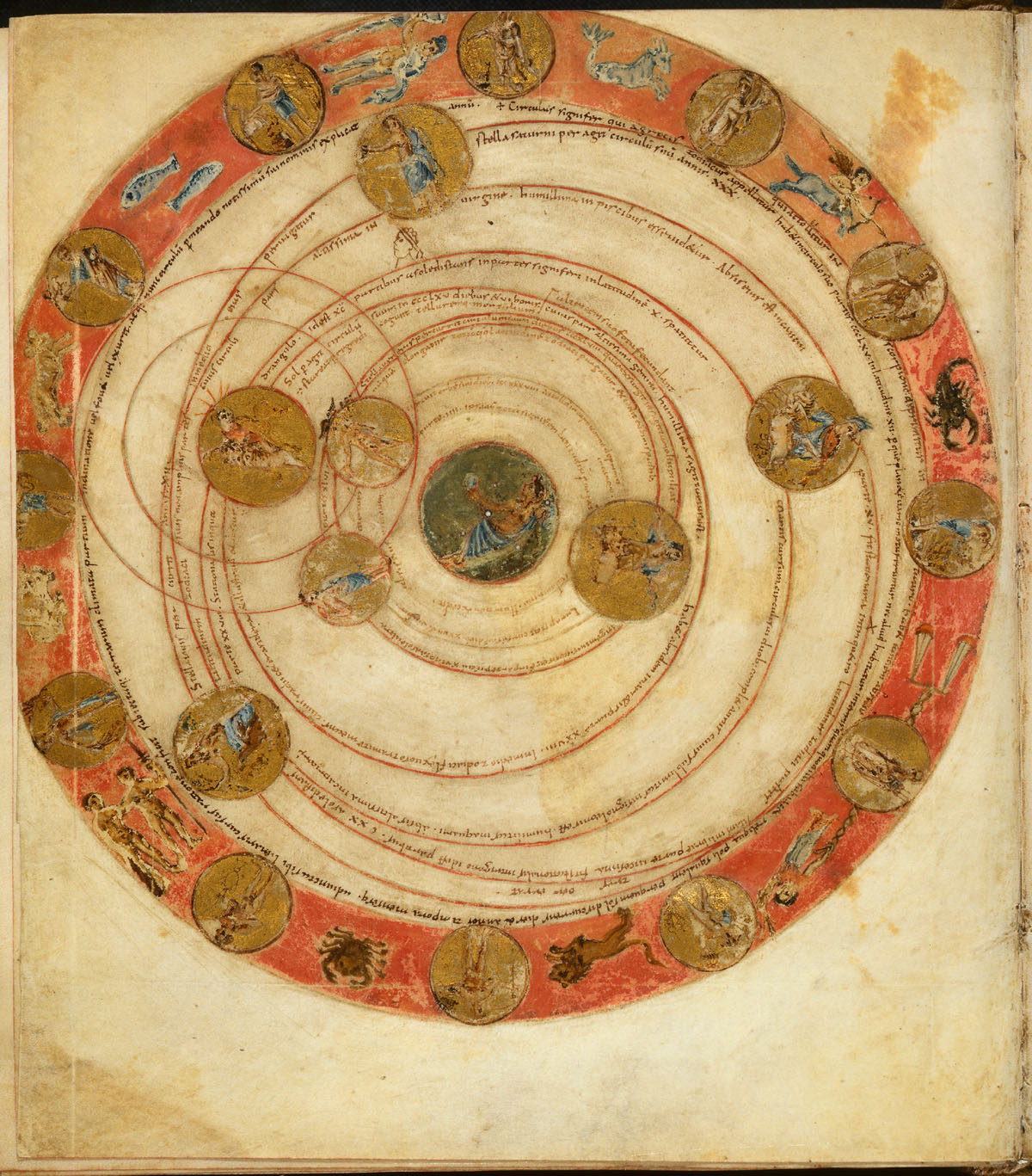
رسم بياني من القرن التاسع لمواقع الكواكب السبعة في 18 مارس عام816م.

من بين الآثار التي يمكن تأريخها بسهولة باستخدام تقنيات فلكية وتصوير مواقع الأجرام السماوية في وقت معين. عند حركة الأجرام السماوية كلها في فترات مختلفة، فإنه يأخذ عدة قرون لجميع الكواكب بالإضافة إلى الشمس والقمر، للوصول إلى نفس المواضع في علامات زودياك. لتكون بدقة ± 15 درجة (أي، في إشارة واحدة) حالات هذه الهيئات السبع ستعود فقط إلى نفس التكوين في حوالي 3700 سنة. وشملت إحدى الحالات مخطوطة مضيئة في القرون الوسطى التي صورت موضع هذه الأجرام السماوية السبعة في 18 مارس عام816. المقابلة لفترة عند كتابة المخطوطة. أثبت هذا الحساب أن هذا التوضيح لم يكن نسخة من تصوير كلاسيكي في وقت سابق من موضع من النجوم. تحرك القمر بسرعة هو المؤشر الأكثر حساسية في الوقت المحدد. إذا أمكن للمرء تقدير الوضع المشار للقمر ضمن درجة، والوقت من الرسم البياني يمكن حسابه في غضون ساعة.
كان هناك مثال مدهش لهذه الطريقة في صورة فلكية للسير كريستوفر هاتون (1540-1591)، الذي يصور حالات سبع كواكب في البرج، وأشار إلى المواقف المحسوبة من الكواكب إلى أقرب دقيقة من القوس. هنا كان أكبر مصدر للخطأ في التاريخ لعدم وضوح الحسابات الفلكية في القرن ال16. وكان الوقت الناتج في ظهر 12 ديسمبر عام1581.

## تأريخ الأجسام بواسطة اتجاهاتها
قد استُخدم علم الآثار الفلكية الأكثر إثارة للجدل لتأريخ الأجسام الذي يعتقد أنه قد تم توجيهها على مبادئ فلكية عن طريق قياس ميولهم وحساب التاريخ في الماضي عندما يحدد جرم سماوي واحد، سواء الشمس أو نجم محدد، يرتفع أو يتم ضبطه عند السمت الموزون. الفلكي، نورمان لوكير، قام بتطبيق هذا الأسلوب لستونهنج  عن طريق قياس اتجاه شارع ستونهنج ومقارنته بموقف شروق الشمس المتقلب، والذي يتغير ببطء نظرا للميل المتغيرلمسير الشمس. عالم الآثار، F. جيم بنروز، قام بتطبيق طريقة مماثلة للمعابد اليونانية القديمة، في محاولة لوضع التواريخ التي تتعلق ميولهم إلى ظهور النجوم في الأفق، والموقف الذي يتغير ببطء بسبب سبق تساوي الليل والنهار.
أرشد التباين الواسع لهذه التواريخ من تلك التي قبلت تاريخيا المهندس وعالم الآثار، وليام بيل دينسمور، لعدم الثقة بالتواريخ التي وضعها الميل الذي يتغير ببطء لمسير الشمس أو عن طريق تراصف النجوم، التي تنطوي على الاختيار التعسفي من النجم الذي يرتفع على زاوية السمت الصحيحة. وبدلا من ذلك اقترح طريقة توظيف ما هو معروف بالفعل من السجلات التاريخية بشأن مواعيد البناء من المعابد اليونانية، والمهرجانات المرتبطة بالمعابد المحددة، وطبيعة النجوم القمرية من التقويم اليوناني. منذ تاريخ مهرجان النجوم القمرية بالتقويم اليوناني أصبحت تتكرر فقط في نفس تاريخ التقويم الشمسي كل ثمانية أو تسعة عشر عاما، حدد دينسمور مهرجان الاتصال مع جسم محدد، وكان قادرا على تحديد السنة بالضبط بالقرب من تاريخ البناء المسجل تاريخيا عندما تشرق الشمس في المواءمة مع المعبد في تاريخ المهرجان.

## روابط خارجية
- van Gent, R.H., Astronomical Chronology